# Belem de Acampa

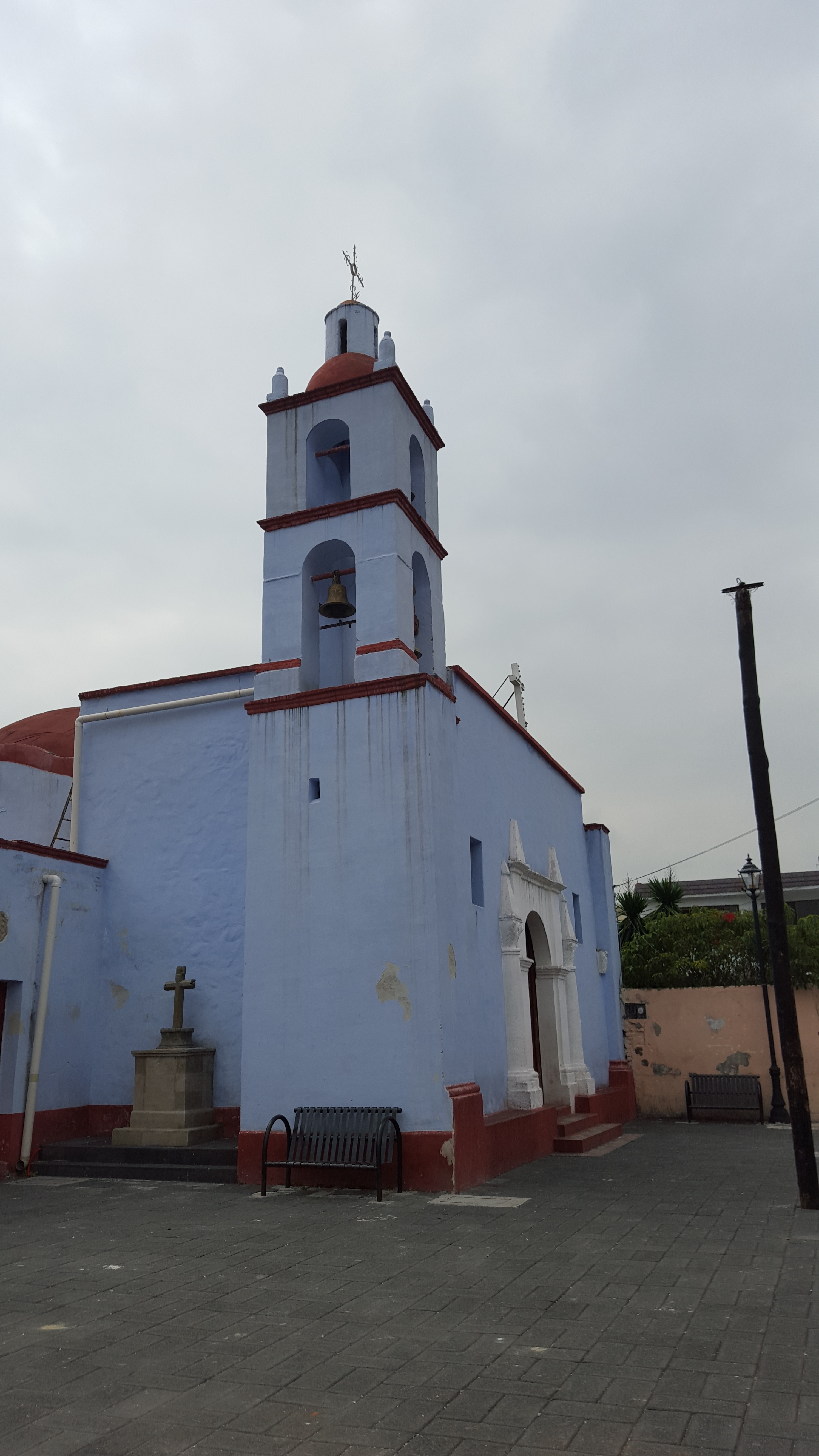
Capilla de Belem de Acampa

Belem de Acampa es un antiguo barrio de la delegación mexicana de Xochimilco. Se encuentra en la zona de la cabecera de la delegación y limita con los barrios Santa Crucita, San Cristóbal, Xaltocan y El Rosario.
En su término está la capilla llamada Belem de Acampa construida a principios del siglo xvii sobre los restos de un templo prehispánico y restaurada en el xviii. 

Otro edificio religioso es el templo y convento de San Bernardino de Siena ubicado entre la calle de Hidalgo, Avenida Nuevo León y Ahuehuetes cuya nave principal fue construida por Fray Francisco de Soto. Tiene fachada plateresca de 1590 y retablos de estilo renacimiento con buenas imágenes.